# Хоризонт догађаја
У општој теорији релативности хоризонт догађаја је уопштени назив за границу у простор-времену, дефинисану у односи на посматрача, иза које догађаји не могу да утичу на посматрача. Овај термин је сковао Волфганг Риндлер током 1950-их. Светло које се емитује унутар хоризонта догађаја не може никада да стигне до посматрача и било шта што пређе преко хоризонта са посматрачеве стране више никада не буде виђено. На пример, црна рупа је окружена хоризонтом догађаја. Једна формалнија дефиниција гласи:
Хоризонт догађаја је површина замишљене кугле око сферносиметричне расподеле масе из које не може изаћи никакав облик материје или енергије. Полупречник кугле је једнак Шварцшилдовом полупречнику.
Године 1784, Џон Мичел је предложио да у близини компактних масивних објеката гравитација може бити довољно јака да чак ни светлост не може да побегне. У то време доминирала је Њутнова теорија гравитације и такозвана корпускуларна теорија светлости. У овим теоријама, ако брзина надвладавања гравитационог утицаја масивног објекта прелази брзину светлости, тада светлост која потиче из њега може привремено побећи, али ће се вратити. Године 1958. Дејвид Финкелстајн је употребио општу релативност да уведе строжију дефиницију локалног хоризонта догађаја у црној рупи као границу изван које догађаји било које врсте не могу утицати на спољног посматрача. То је довело до парадокса информација и заштитног зида, који су подстакли преиспитивање концепта хоризонта локалних догађаја и појма црних рупа. Касније је развијено неколико теорија, неке са хоризонтима догађаја, а неке без њих. Стивен Хокинг, који је био један од водећих развијача теорија за описивање црних рупа, предложио је да се уместо хоризонта догађаја користи привидни хоризонт, рекавши да „гравитациони колапс производи привидне хоризонте, али нема хоризоната догађаја”. На крају је закључио да „одсуство хоризонта догађаја значи да не постоје црне рупе - у смислу режима из којих светлост не може побећи у бесконачност.“
Чини се да сваки објекат који се приближава хоризонту са стране посматрача успорава и никада сасвим не прелази хоризонт. Због гравитационог црвеног помака, његова слика временом поприма црвену боју док се објекат удаљава од посматрача.

## Својства
| Далеко од црне рупе, честица се може кретати у било ком смеру. Ограничена је само брзином светлости.                                                                      |
| Ближе црној рупи простор-вријеме почиње да се деформише. У неким погодним координатним системима, више стаза иде ка црној рупи него стаза које се удаљавају.              |
| Унутар хоризонта догађаја сви будући временски путеви приближавају честицу центру црне рупе. Више није могуће да честица побегне, без обзира у ком правцу честица путује. |

Хоризонт догађаја раздваја простор на два дела између којих је немогућа комуникација: простор унутар и изван хоризонта догађаја.
1. Кретање у простору изван хоризонта догађаја: Ако посматрамо свемирски брод које пада према црној рупи, на њему опажамо временску дилатацију узроковану гравитационим закривљењем простора око црне рупе. Другим речима, нама као удаљеном посматрачу се чини као да време на свемирском броду све спорије и спорије тече. Када свемирски брод дође до хоризонта догађаја, нама се чини као да је на свемирском броду време стало, тј. било који коначни интервал времена на свемирском броду бесконачно траје за удаљеног посматрача.
2. Кретање у простору унутар хоризонта догађаја: Било које тело које се нађе унутар хоризонта догађаја нужно пре или касније завршава у средишњем сингуларитету. То значи да је немогуће изаћи изван хоризонта догађаја.

## Хоризонт догађаја црне рупе
Један од најпознатијих примера хоризонта догађаја потиче из општег релативностичког описа црне рупе, небеског објекта толико густог да оближња материја или зрачење не могу побећи из његовог гравитационог поља. Често се ово описује као граница унутар које је брзина изласка из црне рупе већа од брзине светлости. Међутим, детаљнији опис је да су унутар овог хоризонта све светлости сличне путање (путеви којима би светлост могла кренути), те отуда и све путање у светлосним конусима честица унутар хоризонта, закривљене тако да падају даље у рупу. Када се честица нађе унутар хоризонта, кретање у рупу је неизбежно као и кретање напред у времену - без обзира у ком правцу честица путује - и заправо се може сматрати еквивалентним томе, у зависности од координатног система простор-времена који се користи.
Према основним моделима гравитационог колапса, хоризонт догађаја се формира пре сингуларности црне рупе. Ако би се све звезде у Млечном путу постепено агрегирале према галактичком центру, задржавајући пропорционалне удаљености једна од друге, све би пале у свој заједнички Шварцшилдов радијус много пре него што буду присиљене да се сударају. Све до колапса у далекој будућности, посматрачи у галаксији окружени хоризонтом догађаја нормално би наставили свој живот.
Хоризонт догађаја црне рупе је телеолошке природе, што значи да се мора познавати цео будући простор-време универзума да би се одредила тренутна локацију хоризонта, што је у суштини немогуће. Због чисто теоријске природе границе хоризонта догађаја, путујући објекат не мора нужно доживети чудне ефекте и, заправо, пролази кроз прорачунску границу у правом времену.